# Stefan Bergmark

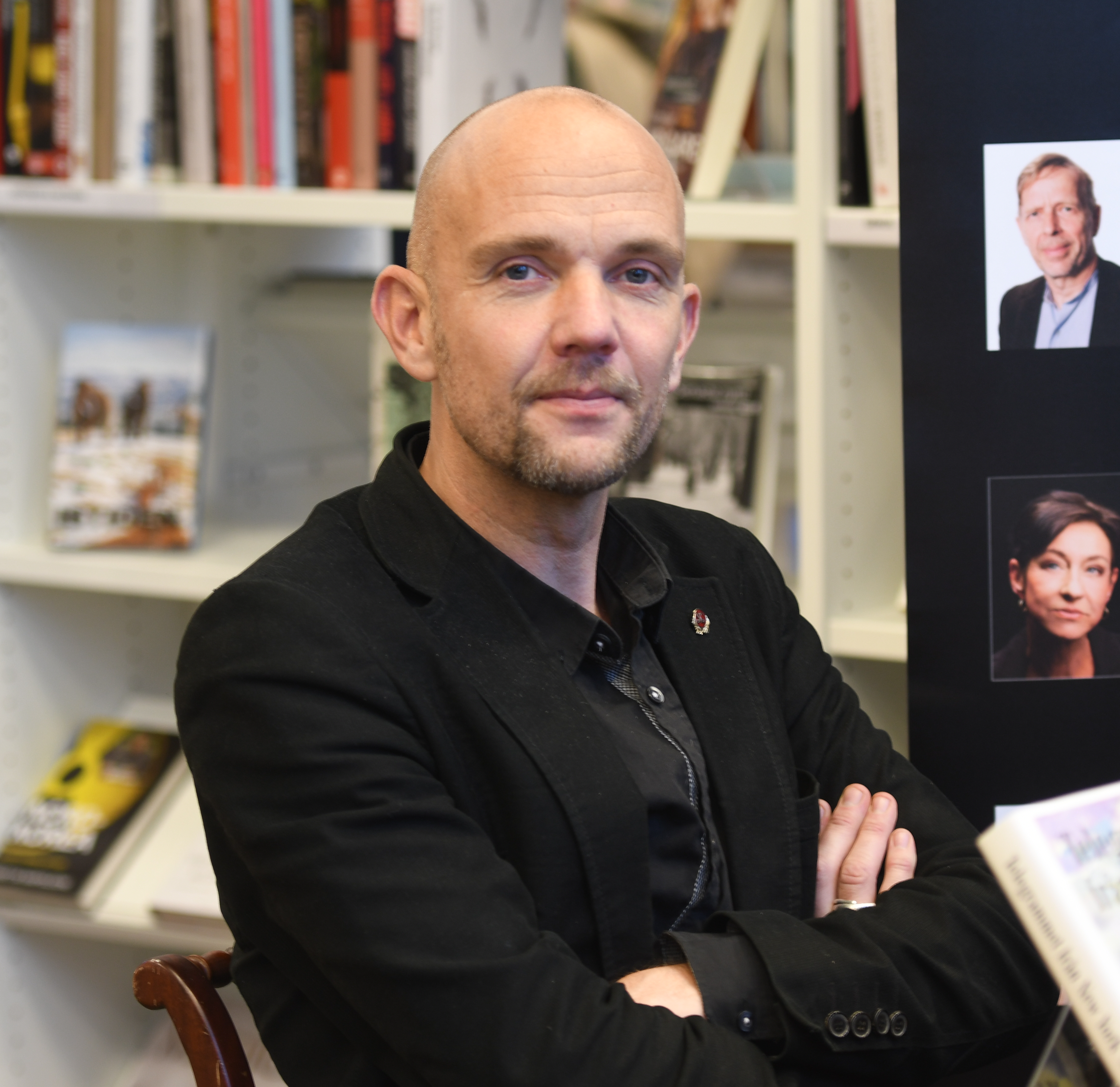
Stefan Bergmark, 2018.

Björn Stefan Bergmark, född 10 juni 1970, är en svensk journalist, sedan 2017 chefredaktör och utgivare för kulturmagasinet Opulens och sedan 2023 även chefredaktör och utgivare för samhällsmagasinet Konkret. 
Bergmark är skrivande journalist sedan 1995 och har varit medarbetare i olika dagstidningar. Hans artiklar rör sig oftast i områdena kultur, media och politik.
Hans yrkesmässiga bakgrund är olika fanzines, tidskrifter och oberoende medier där han varit drivande, bland annat kulturtidskriften Kaos i början på 90-talet och senare nättidningen Yelah. Bergmark har för sin "experimentlusta och entusiasm som styrt hans publicistiska insatser i såväl tryckt form som på Internet" erhållit Sven O. Anderssons och Berndt Ahlqvists minnesstipendium. Bergmark har också varit redaktör för ett par böcker samt fått tre antologier med krönikor utgivna.